# Adam Clayton (football)
Adam Clayton, né le 14 janvier 1989 à Manchester, est un footballeur anglais évoluant depuis 2010 dans le club de Rochdale comme milieu de terrain central.

## Biographie

### Club

#### Leeds United

##### 2010-2011
Transféré de Manchester City à Leeds à l'été 2010, le jeune Adam est considéré comme un grand espoir par l'entraîneur Simon Grayson. Mais sa première saison est difficile et il joue surtout avec la réserve, où il reçoit tout de même les louanges de l'entraîneur de celle-ci, Neil Redfearn. Il est ensuite prêté successivement à Peterborough United et MK Dons en troisième division, où il fait des prestations remarquées en Play-off avec ce dernier club.

##### 2011-2012
Cette saison est celle de l'éclosion pour le milieu de terrain anglais, Simon Grayson décide de lui faire confiance et les prestations de Clayton lui donnent raison. Sa première partie de saison notamment, où il affiche une grande forme. Néanmoins il faiblit en seconde partie de saison, comme son club qui s'effondre peu à peu dans les résultats et au classement. À la fin de saison, le nouvel entraîneur arrivé en février, Neil Warnock, décide de le placer sur la liste des joueurs transférables à la surprise générale. En cause, il ne lui restait qu'un an de contrat et Warnock désirait disposer de milieux de terrains aux profils différents de celui d'Adam. Il termine la saison avec 44 matchs, dont 43 comme titulaire, 6 buts, dont un est récompensé par le plus beau but de la saison de Leeds United, et 7 passes décisives.
Le 6 juillet, il est transféré à Huddersfield Town, équipe qui vient de monter en Championship et qui est entraîné par Simon Grayson...

#### Millwall et après
Le 13 août 2014 il rejoint Middlesbrough, faisant une échange pour Jacob Butterfield
Le 25 janvier 2022, il rejoint Doncaster Rovers.
Le 19 janvier 2023, il rejoint Bradford City.

## Palmarès
- Vice-Champion de Football League Championship (2e division) en 2016 avec Middlesbrough

### Distinctions personnelles
- Membre de l'équipe type de Football League Championship en 2016.